# 三菱ふそう全国縦断・榎さんのおはようさん〜!
『三菱ふそう全国縦断・榎さんのおはようさん〜!』（みつびしふそうぜんこくじゅうだん・えのさんのおはようさん〜!）は1978年10月2日から1998年4月3日まで、TBSラジオをキー局にJRN系列の民放ラジオ局で放送していた生ワイド番組。ハワイ州の中波局KZOOでもネットしていた。全5090回。
三菱自動車の一社提供による冠スポンサー番組。冠タイトルに入っている「三菱ふそう」は放送当時、三菱自動車のトラック・バス部門のブランドだった。この間は放送されるCMを業務用車種に限定、番組限定のCMもあった。
タイトル表記は、「全国縦断・榎さんのおはようさん〜!」「榎さんのおはようさん!」などとする場合もある。「おはようさん〜!」となっている部分は、放送上のタイトルコールでは「おはようさ〜ん!」と発音していた。
「全国縦断・榎さんの」を同局アナウンサー神津栄子、「おはようさ〜ん!」を榎本がそれぞれ発声していた。

## 概要
TBSアナウンサー（1984年10月の定年退職以降はTBS特別常任嘱託を経て、フリーアナウンサーに転身）の榎本勝起（えのもと かつおき）がパーソナリティを務め、リスナーに語りかける独特の語り口でニュース、スポーツ、天気、話題などを放送した。榎本は、例えば静岡県で起きた事件について語るときは「SBSをお聴きの皆さん」と呼び掛ける等、ネット局の名を口にする独特のトークを行った。全国ネットの時間帯は原則「TBS」の略称は使わず「東京のスタジオ」と呼び掛けていた。
三菱ふそう一社提供の平日帯 生ワイド番組は1977年1月3日から放送を開始しており、『三菱ふそう全国縦断』の統一した冠タイトルで最初の1年3カ月（1978年3月まで）は『ひろし・あきらの朝ですよ～!』（久米宏・石川顕の曜日ローテーション）を放送した。
その後は1978年4月から9月の半年間は久米が降板、辻シゲルが加わった『あきら・しげるのモーニングダッシュ』に番組タイトルを変更。10月に2人が降板して、榎本が月曜 - 金曜の担当となった。
放送時間は、一時期（後述参照）を除き、平日の朝5:30から6:30に放送。5時台・6時台それぞれのオープニングでテーマソングとともに「ふそうトラック・バスでおなじみの（MMC）三菱自動車」と提供アナウンスメントを行い、ふそう系の販売会社で取り扱いがある地域は「フォークリフト」が加えられた。
エンディングは放送日時点のキャッチフレーズ（終了当時は「あなたと創る Creating Together」）の提供アナウンスメントを放送した。オープニングは当初は各局出しだったが、後にTBSから直接送られるようになり、冒頭部分（5時台は提供読み・6時台はタイトルコール）が終わるとそれをBGMに榎本が喋り始め、提供アナウンスメントを生で放送するようになった。5:59からの1分間は各局スポット枠である。6:01のローカル枠の終わりと本編中に各局毎に入るCMは、オープニングやエンディングと同じ鶏の鳴き声が入るジングルが流れていた（山陰放送のようにローカル枠の終わりにしか流れない局もあった）。
1988年10月10日から1990年4月6日までは、TBSラジオのみ「ワールド・トゥデイ」（6:00 - 6:30、同番組も三菱自動車が提供していた。）のため、5:05から6:00の放送、他のJRN各局では5:30から6:30（一部地域は6:00から6:30）の放送に変更された。5:05から5:30は関東ローカル番組として放送、5:30の時点で榎本が「ここからは全国の皆さんも仲間入りです」とアナウンスして、5:29となる（これは後述のニュース&ミュージックでも同じ）。後にスポット枠を経て全国ネット枠となり、TBSラジオのみ5:59の時点で終了、他のJRN各局では6:30まで裏送りネット放送で引き続き放送されていた。この期間は全国的にも、6時前のローカル枠から直接、提供アナウンスメントを経て、スポット枠となっていた（この期間以外はいったん東京からのトークがあってからCM → 提供アナウンスメント、後に提供アナウンスメントを含む榎本の短いトーク → スポット枠）。この時間変更で、それまで5時から放送され、エンディングでは当番組も話題にすることもあったTBSラジオ「はやおき倶楽部」が廃枠となった。
榎本が他のJRN局から放送する場合はそのJRN局は5:05から6:30に放送することがあった。ただし、6:00で終了するTBSラジオのエンディングは、あらかじめ録音されているのをそのJRN局からTBSラジオに裏送りで放送した。
宛先を紹介する際は（当時はメールはなかった）、「107-8066、放送局名は書かなくて結構です、『榎さんのおはようさん～』これだけで届きます」とTBSと書かないように案内していた。理由は本人が「放送局（TBSではない、聴取者の地元のネット局）名を書いてしまうと各局（ネット局）の東京支社に届いてしまい、そこから転送されるので到着が遅れることがある」と説明することがあった。
1990年4月9日からはTBSラジオも5:30から6:30の放送に復帰したが、それまで TBSのみの放送だった 5:00から5:30は『起き抜け一番!榎さんのニュース&ミュージック』（近畿日本ツーリスト提供）を榎本が引き続き担当して、それまでの枠を引き継いだ格好となった。このように宛先に「TBS（ラジオ）」とアナウンスしないで「107-8066・○○（番組・コーナー名）」とだけアナウンスする形式と番組編成は当番組の終了後も『生島ヒロシのおはよう定食＆一直線』で踏襲した（生島は宛先に「TBSラジオ」とアナウンスすることもあった）。
番組のテーマ音楽はフランク・プゥルセル・グランド・オーケストラ演奏の「世界の子供たち」（Enfants de tous pays）。エンディングではこの曲をバックに放送終了直前に、これから出勤や登校の為に出掛けるリスナーに向けて、榎本が「いってらっしゃーい!」と呼び掛けていた。前述のTBSラジオのみ早く終了していた際も同じく、番組の主題歌をバックに榎本勝起がリスナーに向けて「いってらっしゃーい!」の呼び掛けをしていた(ネット局向けBGMは流れない)。

### 関連番組
TBSラジオでは1985年4月以降は終了直後に大沢悠里と『ゆうゆうワイド』のパートナーさこみちよがパーソナリティを務めるミニ番組『伊香保温泉・朝風呂一番!』をステブレレスで放送し、やはりステブレレスで次番組（1990年3月までは『鈴木くんのこんがりトースト』、4月以降は『森本毅郎・スタンバイ!』）に繋いでいたが、放送が終わった直後の榎本の様子をよくネタにしていた。
TBSラジオでは1980年4月から1994年3月まで、『つりと私』を放送。同局の放送時間は毎週日曜日 6:40 - 7:00。「シーガー」（合成繊維の釣り糸）を製造している呉羽化学工業（現・クレハ）の一社提供のラジオ番組（呉羽化学は呉羽自動車工業を通じて、三菱ふそうと関係があった）。
同番組はJRN系列の民放ラジオ局の一部で放送した。パーソナリティは榎本とあべ静江（1990年3月まで）→ TBSアナウンサー（当時）の山本文郎（4月以降）でエンディング直前にローカル差し替え枠（TBSラジオでは「釣り天気予報」）が設定されるなど、当番組を意識した構成で放送した。現にCBCラジオ（当時の正式な社名は「中部日本放送」）では平日の当番組に酷似した編成で、毎週土曜日の朝6時台前半（『中日新聞ニュース』の直後）に放送。ローカル枠を平日と同じく、東海地方の天気予報に充てていた。榎本とあべが出演した時期は「榎本と釣り好きのゲストによる対談パート」と「あべが単独で出演するパート」を別々に収録していた。

## 放送時間
- 月曜日から金曜日の5:30から6:30（日本時間。6:00から飛び乗りの局もあり）
  - KZOOでは時差の関係から、日曜日から木曜日の10:30から11:30（現地時間）に放送。
  - 1988年10月10日から1990年4月6日までは、TBSラジオのみ5:05から6:00の放送。

## タイムテーブル
※1996年10月当時
- 5:30 オープニング・朝一番 今日の運勢（12干支 観象学占い、監修：井上象英）
- 5:40 朝一番!ニュースゴックン（当初コーナータイトルコールがなかったが後に入るようになった）
- 5:52 出て来いスポーツ
- 5:54 気象情報（ローカル枠、TBSは日本気象協会のスタジオから協会職員が担当していたが、末期は榎本が気象情報を読み上げながらフリートークをしていた）
- 6:00 6時台オープニング
- 6:01 ニュース（ローカル枠）
- 6:10 甘からフォーカス
- 6:15 榎さんの巷談・奇談・珍談
- 6:20 1分間で20問!スピードクイズ!!（月曜日・金曜日）、八代亜紀の演歌特急便（火曜日）、ふるさと宅配便（水曜日）、川柳大会（木曜日）
- 6:25 交通情報（ローカル枠）・エンディング（末期はローカル枠の後CMを経てエンディング）

ローカル枠をどう使うかは各局の自由であり（ただし榎本は5:54のローカル枠明けで「関東では日本気象協会の秋山さんが・・・」などとよくTBSが放送した気象情報の話題を話した）、またTBS発のBGMが流れていた。6時からの枠はニュースの局が多く、BGMを流さない局が多かったが、ニュースを早く読み終えた局やニュース以外に使っていた局はBGMを流すケースもあった（一例として、山形放送では当該BGMに被せつつ自社系カルチャーセンターのお知らせを流していた）。
上記の時期以前には、6時台にも「今日の運勢」が、TBSラジオが6時で放送終了する時期に「八代亜紀の演歌特急便」が5時台に放送されていたことがあった。

### 阪神・淡路大震災発災（1995年1月17日）直後の対応
近畿広域圏では毎日放送（現在のMBSラジオ）と朝日放送（現在の朝日放送ラジオ）がJRNに加盟しているが、当番組ではMBSで同時ネットを実施していた。1995年1月17日（火曜日）の放送中（5:46）に近畿広域圏内の兵庫県南部で阪神・淡路大震災が発災した直後には、榎本が最初のローカル枠の直前（楽曲の紹介中）に、東京で震度1が観測された旨を報告。後に、紹介した曲の放送を中断したうえで、TBSの報道デスクから第一報が伝えられた。関西地方で非常に強い地震が発生したことをこの一報で初めて知った榎本は、2番目のローカル枠の後から、「（MBSを初めとする）地元放送局の方、番組の途中でも（ローカルに差し替えて下さって）結構です」というアナウンスを繰り返した。さらにエンディングでは、全国向けの放送にもかかわらず、『おはよう川村龍一です』（当時MBSが関西ローカルで放送していた後枠番組）の出演者（パーソナリティの川村龍一など）を気遣うコメントを残している。ちなみにMBSでは、発災の直後から臨時ニュースを断続的に挿入。『おはよう川村龍一です』では、発災の影響で被災地域内（兵庫県芦屋市）にあった自宅からのスタジオ入りが遅れていた川村が、移動中のタクシーから携帯電話を通じて「阪神高速（道路の3号神戸線を兵庫県内で支えていた橋桁）は落ちました」というリポートを伝えた（当該項で詳述）。

### 1分間で20問!スピードクイズ!!
月曜日と金曜日、番組後半の6時20分ごろから放送された視聴者参加型の名物クイズコーナー。毎回1名のリスナーが電話で登場し挑戦する。
1問1答のクイズが矢継ぎ早に出題され、リスナーは1分間の制限時間の間にどんどん問題に答えていく。問題は全部で20問。テレビ番組「クイズタイムショック」のような1問ごとの制限時間はなく、早く解答すればするほど問題を多く消化できる。「パス」と言えばその問題を飛ばして次の問題へ移ることも可能なため、わからない問題はすぐにパスを出すほうが問題を多く消化できる格好だった。いつまでも答えられないと榎本がどんどん簡単なヒントを出していき、最後には正解をそのまま言ってその通り復唱させることもよくあった。1分間の制限時間がある（最初と最後にチーンとベルが鳴り、柱時計の音のような音が背後に流れだんだん速くなっていく）が、だいたいは時間を過ぎてもクイズは継続し、2問から3問おまけで解答できたことが多かった。正解の時は「ピッ」という1音のシンプルな音が鳴った。
出場者には榎本のブロマイドをプレゼント。また、出場者が「（榎さんの）サイン」というと、榎本のサイン色紙がプレゼントされることがあった。1問正解すると1000円の賞金であった。また、正解数に応じて銀座・天賞堂製ふくろう型のキーホルダー（0問 - 9問正解は銅、10問 - 14問正解は銀（メッキ加工したもの）、15問以上正解は金（メッキ加工したもの））がプレゼントされる。また15問以上正解のときはファンファーレによる祝福もあった。
問題のレベルはそれほど高くなく、時事問題や今朝の新聞に書いてあるような話題、流行などを問題にすることが多かった。出題後いくつかの問題（ほとんどが不正解の問題）の正解発表（おさらい）をすることもあった。出場者が聞いている放送局（例：岡山県で聞いている場合は「RSKラジオ」）を「これからも○○をよろしくお願いいたします」ということがあった。また、出場者の聞いている放送局が6時からの場合は「○○、6時からですね」と言うことがあった（○○は出場者が聞いている放送局が入った）。
この企画は次の「生島ヒロシのおはよう一直線」でも初期のころ、金曜日に「クイズ一直線」として放送され、ほぼこのフォーマットに倣って行われた。ただ、「クイズ一直線」では当番組では行わなかったボーナスクイズ「松竹梅チャンス」というのがあった。

## テーマ音楽
上記にあるとおり、番組のテーマ音楽はフランク・プゥルセル・グランド・オーケストラ演奏の「世界の子供たち」（Enfants de tous pays）。
冒頭に鶏の鳴き声が入って始まる。これは、The Gap Bandの「Early in the Morning」から取ったという説もある。
当時の番組コーナーの一部（5:40頃の榎さんの耳より情報）には、サックス奏者・MALTAの「XYZ」（1984年のアルバム『SWEET MAGIC』｛発売元：ビクター音楽産業,VDP-69｝に収録）のイントロも使用されている。
なお「つりと私」については、テーマ音楽はAngelo Francesco Lavagnino「Sunrise at Papeete」、ローカル枠BGMはフランク・プゥルセル・グランド・オーケストラの「急流」(Le Torrent)。

## 全国ローカル枠のBGM
- 5:54頃のBGM

パーシー・フェイスオーケストラの「I Don't See Me In Your Eyes Anymore」（「涙の面影」）。輸入盤の説明文より、コロンビアレコードから1975年に、アルバム「COUNTRY BOUQUET:カントリーブーケ」(KC-33142)として発売されたもので、2曲目に収録されている。作曲者は、「Bennie Benjamin」、「Georgie Weiss」の２名。
日本でのレコードは1974年、邦題名は「緑色のアニー」でCBSSONY（SOPN-124）から発売された。
現在は2004年に米国「COLLECTABLES RECORD」による輸入盤(import,US)が、もう一枚のレコード「DISCO PARTY」を纏めたものとしてCD化(COL-CD-7606)されている。なお、このCD化において、日本での扱いは「ソニーカスタマーマーケーティング（と、ソニー・ミュージックエンタテインメント）」が関わっている。ソニーカスタマーマーケティングでの、同盤取り扱い番号は(A70340)。
- 6:01頃のBGM

パーシー・フェイスオーケストラ「Once Upon a Time」。なお、後継枠の「生島ヒロシのおはよう一直線」でも、一部のネット局で5:55頃のBGMとして使われている。
- 6:25頃のBGM

1960年代後半に米国CBSで放映されたドラマの「MANNIX」のテーマ曲をアレンジしたもの。作曲はラロ・シフリンで、オリジナル曲は2008年にユニバーサルミュージック（classic&jazz）によりCD化されている。また、Billy May & HIS Orchestra (収録アルバム：Ultra Lounge Vol.13、発売：EMI/1997年）による演奏も存在し、いずれも輸入盤となる。

## ネット局
- TBSラジオ
- HBC 北海道放送
- RAB 青森放送
- ABS 秋田放送（1985年10月1日から）
- IBC IBC岩手放送（1979年10月8日から）
- YBC 山形放送（1984年4月2日から）●
- TBC 東北放送
- RFC ラジオ福島（1992年4月6日から）
- BSN 新潟放送 ※1993年9月まで6:00飛び乗り●
- SBC 信越放送（1994年4月4日から）●
- YBS 山梨放送
- KNB 北日本放送（1993年10月から）※1994年3月まで6:00飛び乗り▲
- MRO 北陸放送（1994年4月から）●
- FBC 福井放送（1986年4月から）●
- SBS 静岡放送
- CBC 中部日本放送 ▲
- MBS 毎日放送
- BSS 山陰放送（1988年4月から）
- RSK 山陽放送
- RCC 中国放送 ▲
- KRY 山口放送（1988年4月から）
- JRT 四国放送（1995年4月から）▲
- RNB 南海放送（1986年4月から）●
- RKC 高知放送
- RKB RKB毎日放送 ▲
- NBC 長崎放送
- RKK 熊本放送（1995年4月から）▲
- OBS 大分放送（1994年10月から）
- MRT 宮崎放送（1995年4月から）▲
- MBC 南日本放送
- RBC 琉球放送（1987年4月から）●
- KZOO（ハワイ） ※後期のみ

「大学受験ラジオ講座」（以下「ラ講」）を早朝から深夜に移動することで放送を開始した放送局が多い（上記●印）。例えば琉球放送は1987年4月から当番組のネットを開始し「ラ講」を深夜枠に移行した。これと引き換えに深夜枠の自主制作番組「ラジオジャック」の時間が縮小、やはり深夜枠で放送されていた「スーパーギャング」のネットを一旦打ち切った。「ラ講」の縮小、廃止と共に放送開始または時間拡大した局もあった（上記▲印）。
番組開始当時NRN単独系列局だった和歌山放送は1979年にJRNにも加盟しクロスネット局となったが、JRN加盟後も長らく「ラ講」と自社編成を組んでいたため、次番組「生島ヒロシのおはよう一直線」になって以降もネットされなかった状態が続き、2011年4月4日になってようやくネットされた。
独立局を除いて唯一放送エリアに入っていなかった香川県の西日本放送はこの当時、NRN単独ネットだった。次番組「生島ヒロシのおはよう一直線」になって以降もネットされない状態が続き、1997年10月のJRN加盟から7年半後の2005年4月になってネットされた。

## ビデオソフト
1998年の番組終了を記念し、VHSソフトウェア「さよなら!榎さんのおはようさんー」を発売した（売上総数は2万本）。制作はスタジオ・オズ映像部、販売はTBSラジオ。収録時間55分。
参考リンク
- スタジオ・オズ映像部制作VTR - ウェイバックマシン（2001年2月19日アーカイブ分）：当ビデオソフトについて紹介している。